# Чапле (Любуське воєводство)
Чапле (пол. Czaple, нім. Neu Tschöpeln, 1936-45: Birkenstedt in der Oberlausitz) — село в Польщі, у гміні Тшебель Жарського повіту Любуського воєводства.
Населення — 181 особа (2011).
У 1975-1998 роках село належало до Зеленогурського воєводства.

## Демографія
Демографічна структура станом на 31 березня 2011 року:
|          | Загалом | Допрацездатний вік | Працездатний вік | Постпрацездатний вік |
| -------- | ------- | ------------------ | ---------------- | -------------------- |
| Чоловіки | 91      | 17                 | 66               | 8                    |
| Жінки    | 90      | 20                 | 47               | 23                   |
| Разом    | 181     | 37                 | 113              | 31                   |